# Miroslav Lehký
Miroslav Lehký (* 1. května 1947 Brno) je český lidskoprávní aktivista a státní úředník. Je signatářem a bývalým mluvčím manifestu Charta 77 a zakládajícím signatářem Pražské deklarace o evropském svědomí a komunismu. V době komunistické vlády v 80. letech byl spoluorganizátorem podzemní univerzity v Bratislavě. V letech 1990–1994 byl tajemníkem Československého/Českého helsinského výboru. V letech 1995–2003 byl zaměstnán v Úřadu dokumentace a vyšetřování zločinů komunismu a v roce 2003 se podílel na založení Ústavu paměti národa na Slovensku. V letech 2007–2012 byl zástupce ředitele a předsedou poradního sboru ředitele Ústavu pro studium totalitních režimů. V letech 1968–1970 studoval teologii, ale kvůli politické perzekuci ze strany komunistů nemohl studium dokončit.